# Chrysobothris rugosipennis
Chrysobothris rugosipennis es una especie de escarabajo del género Chrysobothris, familia Buprestidae. Fue descrita científicamente por Théry en 1947.